# Julián Zea
Julián Zea es un futbolista colombiano de ascendencia italiana. Actualmente milita en Nogoom FC de posición de delantero.

## Clubes
| Club              | País     | Año           |
| ----------------- | -------- | ------------- |
| Deportivo Cali    | Colombia | 2018-2019     |
| Tauro F.C.        | Panamá   | 2019          |
| Alianza Petrolera | Colombia | 2020-2022     |
| Nogoom FC         | Egipto   | 2023-presente |

## Estadísticas[4]
| Club                         | Temporada           | Liga  | Liga  | Copa Nacional | Copa Nacional | Copa Internacional | Copa Internacional | Total | Total |
| Club                         | Temporada           | Part. | Goles | Part.         | Goles         | Part.              | Goles              | Part. | Goles |
| ---------------------------- | ------------------- | ----- | ----- | ------------- | ------------- | ------------------ | ------------------ | ----- | ----- |
| Deportivo Cali · Colombia    | 2018                | 1     | 0     | 1             | 0             | —                  | —                  | 2     | 0     |
| Deportivo Cali · Colombia    | 2019                | 2     | 0     | -             | -             | —                  | —                  | 2     | 0     |
| Deportivo Cali · Colombia    | Total               | 3     | 0     | 1             | 0             | —                  | —                  | 4     | 0     |
| Tauro F.C. · Panamá          | 2019                | 21    | 2     | -             | -             | 2                  | 0                  | 23    | 2     |
| Tauro F.C. · Panamá          | Total               | 21    | 2     | 0             | 0             | 2                  | 0                  | 23    | 2     |
| Alianza Petrolera · Colombia | 2020                | 0     | 1     | 0             | 0             | —                  | —                  | 0     | 0     |
| Alianza Petrolera · Colombia | Total               | 0     | 0     | 0             | 0             | 0                  | 0                  | 0     | 0     |
| Total en su carrera          | Total en su carrera | 24    | 3     | 1             | 0             | 2                  | 0                  | 27    | 2     |

## Palmarés

### Torneo Nacionales
| Título          | Equipo     | País   | Año  |
| --------------- | ---------- | ------ | ---- |
| Torneo Apertura | Tauro F.C. | Panamá | 2019 |

### Torneos Locales
| Título                                      | Club           | Año  |
| ------------------------------------------- | -------------- | ---- |
| Torneo Internacional de las Américas Sub-17 | Deportivo Cali | 2014 |
| Torneo Nacional Sub-17                      | Deportivo Cali | 2016 |